# Зимние Паралимпийские игры 2022
Зи́мние Паралимпи́йские и́гры 2022 (официально — XIII Зи́мние Паралимпи́йские и́гры) — международные мультиспортивные мероприятия, проходившие в Пекине, а также частично в Яньцине и Чжанцзякоу (Китай) с 4 по 13 марта 2022 года.
Девиз соревнований паралимпийцев — «Радостное свидание на чистом льду и снегу».
Спортсмены принимали участие в 78 различных соревнованиях по шести видам спорта в двух категориях: виды спорта на снегу (горные лыжи, беговые лыжи, биатлон и сноуборд) и виды спорта на льду (хоккей на санях и кёрлинг на колясках). Больше всего наград завоевали представители страны-хозяйки КНР, второе место в медальном зачёте заняли украинские спортсмены, на третьем месте — канадцы.
За день перед открытием Комитет игр запретил выступление команд России и Беларуси  в связи с вторжением России в Украину.

## Талисман
Имя Сюэ Жун Жун имеет несколько значений. «Сюэ» произносится так же, как китайский иероглиф, обозначающий снег. Затем следует «Жун», что на севернокитайском языке означает «включать в себя» и «быть толерантным». Еще одно упоминание «Жун» — отсылка к таянию и теплу. В совокупности полное название талисмана призывает к большему участию людей с ограниченными возможностями во всем обществе, а также к большему диалогу и взаимопониманию между культурами мира.
Сюэ Жун Жун напоминает китайский фонарь в виде ребенка. В дизайне талисмана использованы элементы традиционной китайской вырезки из бумаги и орнаменты жуи. Сам китайский фонарь — это древний культурный символ страны, связанный с урожаем, праздником, процветанием и яркостью.
Сияние, исходящее из сердца Сюэ Жун Жуна (вокруг логотипа зимних Паралимпийских игр 2022 года в Пекине), символизирует дружбу, тепло, отвагу и настойчивость паралимпийских спортсменов — черты характера, которые ежедневно вдохновляют миллионы людей во всём мире.

## Место проведения

### Выбор страны-хозяйки
Как и Олимпийские игры-2022, Паралимпийские игры-2022 проходили в КНР. Результаты финального голосования по выбору места проведения мероприятий:
| Кандидаты | Страна    | 1-й раунд |
| Пекин     | Китай     | 44        |
| Алма-Ата  | Казахстан | 40        |

### Центры
Мероприятия проходили на шести площадках в трёх соревновательных зонах в центре Пекина, Яньцине и Чжанцзякоу. Две из этих локаций — Национальный крытый стадион (хоккей на санях) и Национальный водный центр (кёрлинг на колясках) — были унаследованы от Олимпийских и Паралимпийских игр 2008 года.

## Соревнования

### Календарь
| ЦО | Церемония открытия |  | Квалификация соревнований |  | Финалы соревнований | ЦЗ | Церемония закрытия |

| Март 2022           | Пт 4 | Сб 5 | Вс 6 | Пн 7 | Вт 8 | Ср 9 | Чт 10 | Пт 11 | Сб 12 | Вс 13 | Медали |
| ------------------- | ---- | ---- | ---- | ---- | ---- | ---- | ----- | ----- | ----- | ----- | ------ |
| Церемонии           | ЦО   |      |      |      |      |      |       |       |       | ЦЗ    |        |
| Биатлон             |      | 6    |      |      | 6    |      |       | 6     |       |       | 18     |
| Горнолыжный спорт   |      | 6    | 6    | 6    |      |      | 3     | 3     | 3     | 3     | 30     |
| Кёрлинг на колясках |      | ●    | ●    | ●    | ●    | ●    | ●     | ●     | 1     |       | 1      |
| Лыжные гонки        |      |      | 2    | 4    |      | 6    |       |       | 6     | 2     | 20     |
| Парасноуборд        |      |      | ●    | 4    |      |      |       | 4     |       |       | 8      |
| Следж-хоккей        |      | ●    | ●    |      | ●    | ●    |       | ●     | ●     | 1     | 1      |
| Медалей за день     |      | 12   | 8    | 14   | 6    | 6    | 3     | 13    | 10    | 6     | 78     |
| Медалей всего       |      | 12   | 20   | 34   | 40   | 46   | 49    | 62    | 72    | 78    | 78     |
| Март 2022           | Пт 4 | Сб 5 | Вс 6 | Пн 7 | Вт 8 | Ср 9 | Чт 10 | Пт 11 | Сб 12 | Вс 13 | Медали |

### Результаты
*   страна-хозяйка
| Место           | Страна          | Золото | Серебро | Бронза | Всего |
| --------------- | --------------- | ------ | ------- | ------ | ----- |
| 1               | Китай*          | 18     | 20      | 23     | 61    |
| 2               | Украина         | 11     | 10      | 8      | 29    |
| 3               | Канада          | 8      | 6       | 11     | 25    |
| 4               | Франция         | 7      | 3       | 2      | 12    |
| 5               | США             | 6      | 11      | 3      | 20    |
| 6               | Австрия         | 5      | 5       | 3      | 13    |
| 7               | Германия        | 4      | 8       | 7      | 19    |
| 8               | Норвегия        | 4      | 2       | 1      | 7     |
| 9               | Япония          | 4      | 1       | 2      | 7     |
| 10              | Словакия        | 3      | 0       | 3      | 6     |
| 11              | Италия          | 2      | 3       | 2      | 7     |
| 12              | Швеция          | 2      | 2       | 3      | 7     |
| 13              | Финляндия       | 2      | 2       | 0      | 4     |
| 14              | Великобритания  | 1      | 1       | 4      | 6     |
| 15              | Новая Зеландия  | 1      | 1       | 2      | 4     |
| 16              | Нидерланды      | 0      | 3       | 1      | 4     |
| 17              | Австралия       | 0      | 0       | 1      | 1     |
| 17              | Казахстан       | 0      | 0       | 1      | 1     |
| 17              | Швейцария       | 0      | 0       | 1      | 1     |
| Всего стран: 19 | Всего стран: 19 | 78     | 78      | 78     | 234   |

## Отстранение России и Белоруссии
Пресс-служба МПК сообщила, что в условиях вторжения России на Украину многие национальные комитеты, команды и спортсмены отказывались соревноваться с россиянами и белорусами, из-за чего проведение паралимпиады было поставлено под угрозу. В олимпийской деревне создалась напряжённая ситуация. Учитывая это, МПК решил отстранить россиян и белорусов. Сначала предполагалось допустить их в нейтральном статусе — но в итоге паралимпийцы из России и Беларуси вообще не смогли принять участие в соревнованиях.
В связи с отстранением, Минспорт РФ решило организовать в Ханты-Мансийске соревнования для российских и белорусских спортсменов под названием «Паралимпийские игры „Мы вместе. Спорт“» с 18 по 21 марта 2022 года; также присоединились армянские, казахские и таджикские паралимпийцы.